# Victor Niemeyer

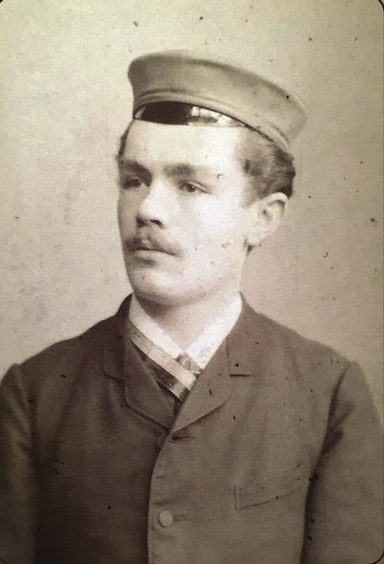
Victor Niemeyer

Victor Johannes Gotthold Niemeyer (* 8. Dezember 1863 in Berge (Hamm); † 14. Februar 1949 in Essen-Bredeney) war ein deutscher Jurist und Kommunalpolitiker in Essen. Bekannt wurde er auch als Ballonfahrer. Er wurde zum ersten Ehrenbürger der Stadt Essen nach dem Zweiten Weltkrieg ernannt.

## Leben
Der Sohn des Justizrates Hans Niemeyer besuchte das Königliche Gymnasium am Burgplatz zu Essen und studierte nach seinem Abitur Rechtswissenschaften in Freiburg im Breisgau, Leipzig, Greifswald und Berlin. 1884 wurde er Mitglied des Corps Lusatia Leipzig. 1885 schloss er sich dem Corps Guestfalia Greifswald an, das ihn später zum Ehrenmitglied ernannte. 1887 wurde Niemeyer Gerichtsreferendar in Essen, 1892 Gerichtsassessor und in Leipzig zum Dr. jur. promoviert. Seit 1892 wirkte Niemeyer als Rechtsanwalt und ab 1905 auch als Notar in Essen, wobei er sich als erfolgreicher Strafverteidiger profilieren konnte. Von 1898 bis 1929 war er ohne Unterbrechung Stadtverordneter, zunächst für die nationalliberale Partei, später als Vertreter der Deutschen Demokratischen Partei (DDP).  
Im Ersten Weltkrieg diente er trotz seines einigermaßen hohen Alters bei den deutschen Luftstreitkräften. Er wurde im Jahr 1915 als Leutnant der Luftschiffer-Landwehr und Beobachter einer Fesselballon-Abteilung mit dem Eisernen Kreuz II. Klasse ausgezeichnet. Nach 1945 berief ihn die Militärregierung zum Mitglied des ersten Bürgerausschusses, später in den am 6. Februar 1946 ernannten Rat der Stadt Essen. Von Oktober 1946 bis zum Jahre 1948 gehörte er der FDP-Fraktion des Stadtrates an. 
Niemeyer beteiligte sich mit großem Erfolg an Wettbewerben im Ballonfahren. Aus beruflich-fachlicher Sicht befasste er sich als Jurist mit der Thematik der Luftfahrt und publizierte Fachartikel zum Luftfahrtrecht. 1906 war er in Paris Mitbegründer der Fédération Aéronautique Internationale und 1910 des Comité juridique international de l'aviation. Er war Vorsitzender des Niederrheinischen Vereins für Luftfahrt und Vorstandsmitglied des Deutschen Luftfahrer-Verbandes. 
Neben seiner Rolle als Vorkämpfer für eine demokratische Gesellschaftsordnung, als Mitgestalter der kommunalen Selbstverwaltung und als Förderer des Kulturlebens der Stadt war er Vorsitzender und Mitglied zahlreicher Vereine, insbesondere auf dem Gebiet der Rechtspflege und der Luftfahrt. Essen wählte ihn 1949 postum zum Ehrenbürger, dem ersten nach dem Zweiten Weltkrieg.
Victor Niemeyer wurde auf dem Südwestfriedhof in Essen-Fulerum beigesetzt.